# Felis silvestris foxi
Felis silvestris foxi es una subespecie de  mamíferos carnívoros  de la familia Felidae.

## Distribución geográfica
Se encuentra en el África Occidental.